# Synandrospadix vermitoxicus

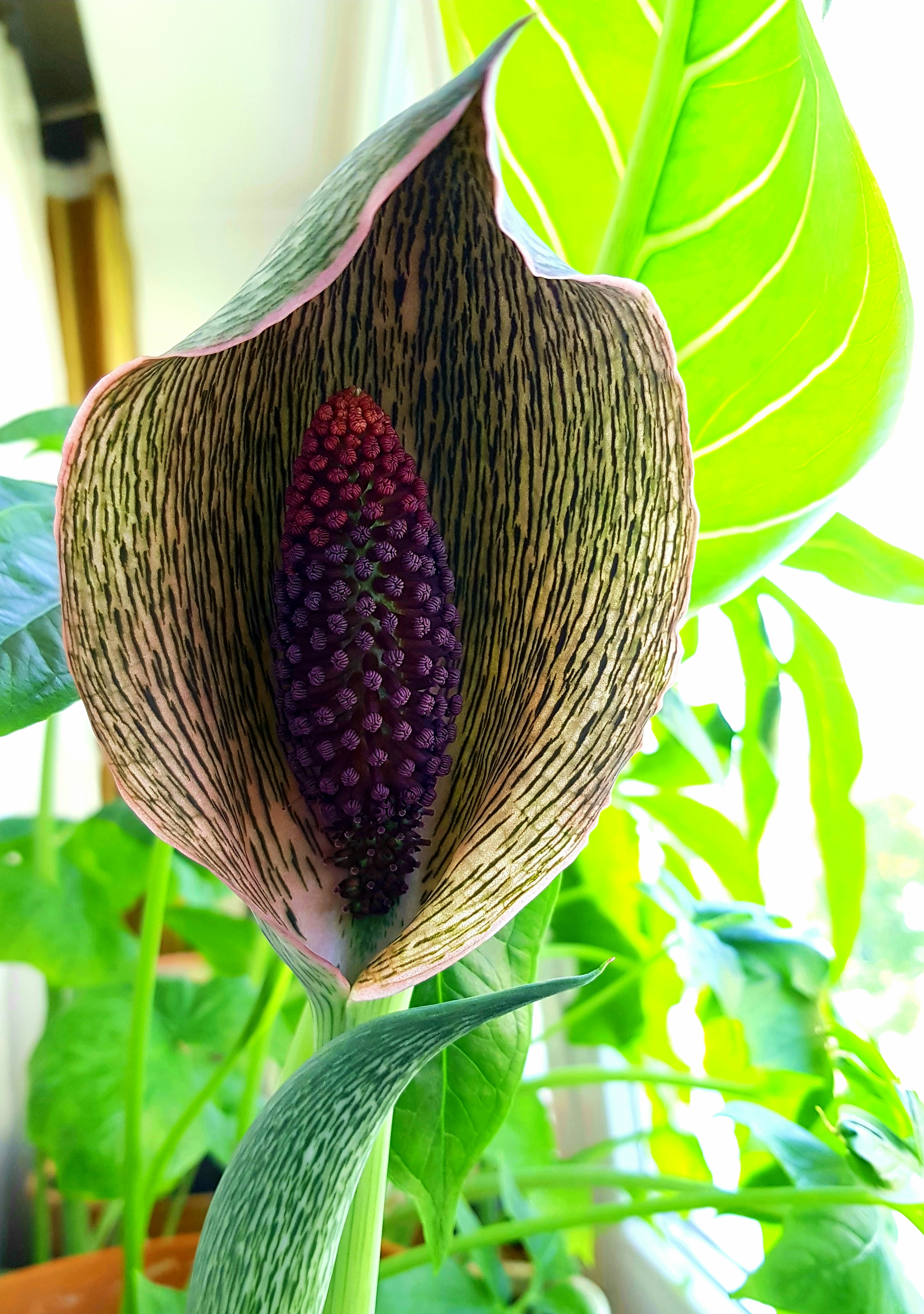
Kwiatostan

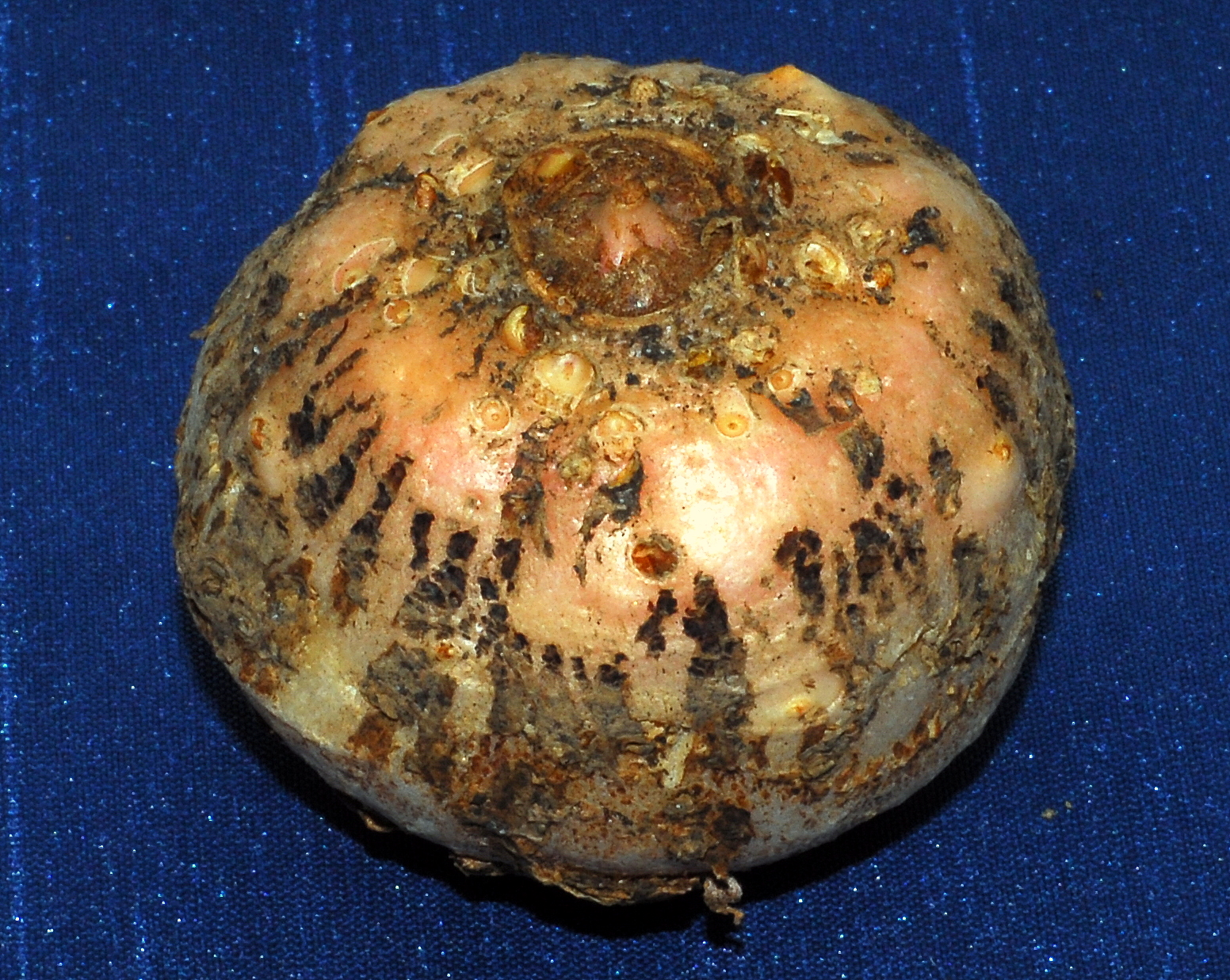
Bulwa

Synandrospadix vermitoxicus (Griseb.) Engl. – gatunek roślin zielnych należący do monotypowego rodzaju Synandrospadix, z plemienia Spathicarpeae, podrodziny Aroideae, w rodzinie obrazkowatych, występujący w suchych lasach równikowych w Boliwii, Peru, Paragwaju i północno-zachodniej Argentynie.
Nazwa naukowa rodzaju pochodzi od greckich słów συν (syn – plus, razem), ανθρώ (andro – męski) i σπάδιξ (spadix – kolba kwiatostanu) i odnosi się do zrośniętych główek pręcików tych roślin (tworzących tzw. synandrium); nazwa gatunkowa pochodzi od łacińskich słów vermis (robak) i toxicum (trucizna, jad) i odnosi się do trujących kryształów szczawianu wapnia, którymi pokryte są z zewnątrz bulwy roślin tego gatunku.

## Morfologia
PokrójŚredniej wielkości rośliny zielne, przechodzące okres spoczynku.
ŁodygaBulwa pędowa zagłębiająca się w podłoże na głębokość do 50 cm.
LiścieRoślina tworzy od 2 do 4 liści o prostej, spiczastej, sercowato-strzałkowatej blaszce, o wymiarach 20–25×15–20 cm. Ogonki liściowe, o długości 25–30 cm, tworzą długie pochwy.
KwiatyRoślina jednopienna, o 1–2 kwiatostanach typu kolbiastego pseudancjum, pojawiających się na szypułce o długości 15–20 cm, przed liśćmi lub w tym samym czasie. Pochwa kwiatostanu jajowato-lancetowata, nie zwężona, o długości około 10 cm, z zewnątrz zielona z ciemnozielonymi, pionowymi paskami, wewnątrz jasnopurpurowa z brązowawo-zielonymi, pionowymi brodawkami. Kolba krótsza od pochwy. Kwiaty żeńskie położone swobodnie w dolnej części kolby, częściowo przyrastającej do pochwy. Purpurowe Kwiaty męskie oddzielone od żeńskich paskiem kwiatów obupłciowych lub jałowych. Synandrium podłużno-konoidalne, osadzone na grubym trzonku stworzonym ze zrośniętych nitek pręcików, z okółkiem główek pręcików, ze środka którego wyrasta czasami dłuższy, pojedynczy, jałowy pręcik. Zalążnie, otoczone przez kilka podłużno-trójkątnych prątniczek, 3-5-komorowe. W każdej komorze znajduje się jeden zalążek.
OwoceNiemal kuliste Jagody o średnicy około 1 cm, zawierające od 3 do 5 dużych, jajowatych nasion o wymiarach 8×4 mm, o grubej łupinie.
GenetykaLiczba chromosomów 2n = 34.
Gatunki podobneRośliny z rodzaju Gorgonidium, od których różni się podłużno-trójkątnymi prątniczkami otaczającymi zalążnie, w pełni zrośniętymi synandriami i prostymi blaszkami liściowymi, oraz z gatunku Croatiella integrifolia, od których różni się wydłużonymi, całkowicie zrośniętymi nitkami pręcików, obecnością obupłciowych kwiatów między strefą kwiatów żeńskich i męskich oraz trójkątnymi, spłaszczonymi prątniczkami otaczającymi zalążnie.

## Zastosowanie
Rośliny ozdobneRoślina uprawiana z uwagi na bardzo atrakcyjne, choć cuchnące kwiatostany. Preferuje bardzo przepuszczalne podłoże, przy uprawie doniczkowej wymaga mieszanki materiałów nieorganicznych (np. perlit, żwir, keramzyt etc.) z żyzną materią organiczną (np. ziemia kompostowa). W okresie wegetacji podłoże powinno być cały czas wilgotne, ale nie mokre; w okresie spoczynku umiarkowanie suche, ewentualnie bulwę należy wydobyć z podłoża i przechować w suchym miejscu. Wymaga stanowiska bez bezpośredniego nasłonecznienia lub lekkiego cienia. Rozmnażanie z nasion.